# أنيت لامينج إمبيرير

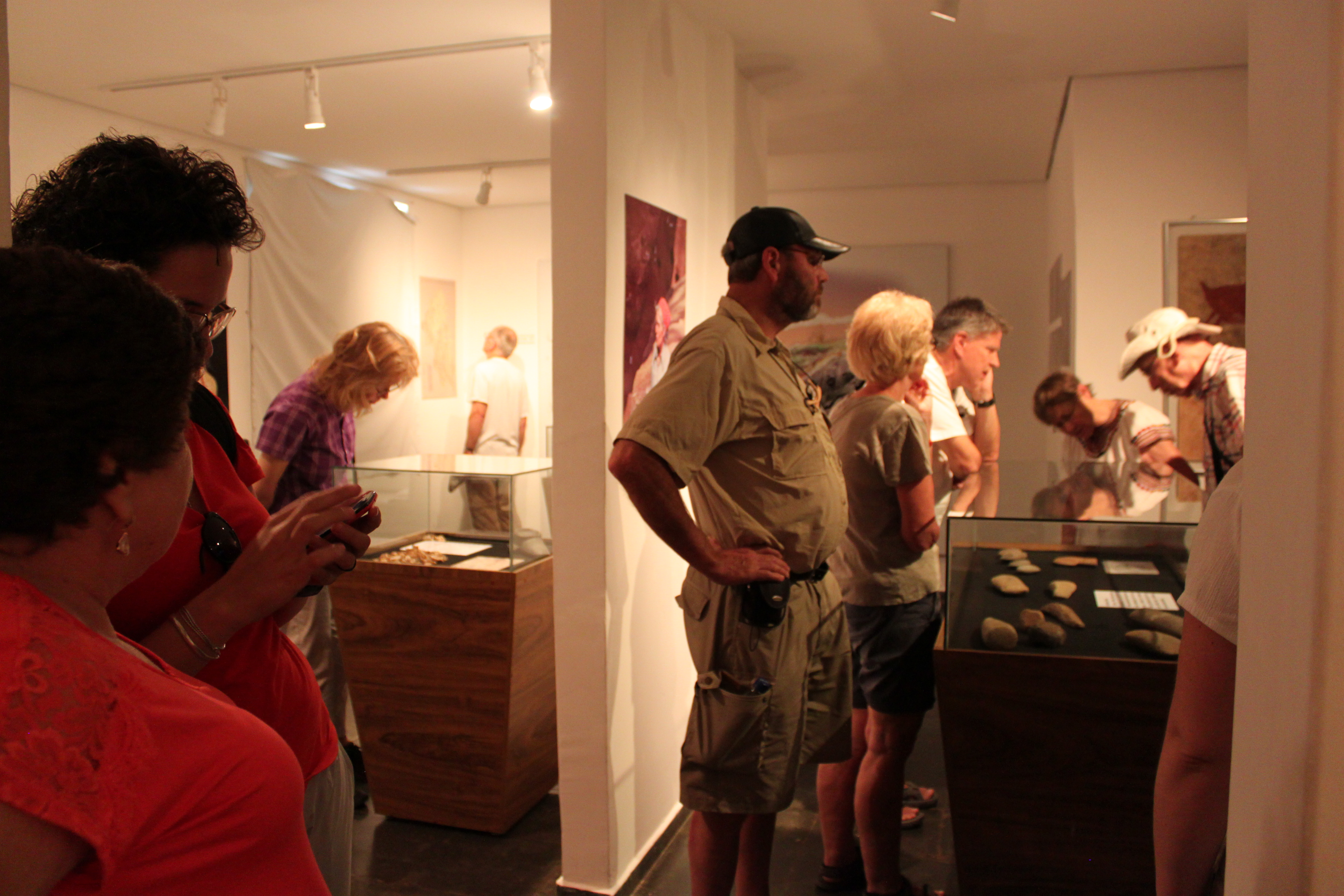
مركز أنيت لامينغ إمبيرار للآثار

أنيت لامينج إمبيرير  (بالفرنسية:Annette Laming-Emperaire)  هي عالمة آثار فرنسية وُلدت في  22 أكتوبر 1917 وتوفت في مايو 1977عن عمر يناهز 60 عامًا.
وُلدت أنيت في بتروغراد وهي ابنة لدبلوماسيين فرنسيين وذهبت مع والديها إلى فرنسا قبل 15 يومًا من انتقال البلاشفة لموسكو، درست أنيت لامينج الفلسفة في باريس حتى اندلاع الحرب العالمية الثانية. ثم انتقلت إلى العمل بالتدريس أثناء مشاركتها في المقاومة الفرنسية. بعد انتهاء الحرب درست أنيت علم الآثار وتخصصت في فن الكهوف، وأتمت رسالة الدكتوراه الخاصة بها تحت إشراف أندريه ليروي جورهان، بعنوان أهمية فن الصخور من العصر الحجري القديم (نُشرت عام 1962).
رفضت أنيت النظريات المتنوعة والإبداعية الخاصة بأسلافها ونبذت معها أي تحيز أو قصة حب متبقية من القرن التاسع عشر حول العقل «البدائي أو الفطري». لا تزال منهجية أنيت قيد الاستخدام فهي تتضمن تجميع قوائم جرد ومخططات مفصلة بدقة للطريقة التي يتم بها تجميع الأنواع على جدران الكهوف؛ من جنسهم وتكرارهم وموقعهم؛ وعلاقتها بالعلامات وبصمات الأيدي التي تظهر بالقرب منها غالبًا، ويسهل استخدام منهجيتها علم الكمبيوتر كثيرًا.
تزوجت أنيت من جوزيف إمبيرير زميلها في علم الآثار، طالب بول ريفيت، الذي اعتقد أن البشر قد أتوا إلى أمريكا الجنوبية من جنوب آسيا قبل الوصول إلى أمريكا الشمالية، وبدأوا في الحفر في البرازيل والأرجنتين وتشيلي بحثًا عن علامات وجود أي بشري، حيث توفي جوزيف عندما سقط عليه جدار الحفريات. في أوائل السبعينيات، عادت أنيت إلي البرازيل واختارت ستة مواقع في منطقة لاغوا سانتا، حيث حفر عالم الحفريات الدنماركي بيتر ويلهلم لوند قبل قرن من الزمان. وهناك عثرت في الموقع الرابع على مأوي صخري حيث اكتشفت في (1974- 1975 م) معظم العظام الدهنية لما كان يُدعى Lapa Vermelha IV hominid 1، أقدم حفرية بشرية في البرازيل حيث يبلغ عمرها حوالي 11 ألف عام. ومُنحت الجمجمة لقب لوزيا. لقت أنيت لامينج إمبيرير حتفها بعد ذلك بوقت قصير بشكل مأساوي. حيث ذهبت في إجازة في عام (1976 م) إلى ولاية بارانا البرازيلية، وتوفت مُختنقة في حمامها بسبب عيب في سخان الغاز. بعد وفاتها، توقف العمل بالموقع حتى عاد مساعدها أندريه بروس الذي أصبح أستاذًا في UFMG إلى Lapa Vermelha IV عام (1979 م) ليتولي المشروع.
وُصفت أنيت في نصب تذكاري من أحد زملائها بأنها "واحدة من أغنى وأفضل العقول في الأبحاث الفرنسية الخاصة بما قبل التاريخ.
نقبت البعثة الفرنسية البرازيلية في لاغوا سانتا بقيادة أنيت لامينج إمبيريير حتى عام (1976 م). تواجد باحثون من المتحف الوطني في فريق أنيت، حيث تم العثور على الآلاف من القطع الخزفية والقطع والعظام في الحفريات. ظلت البعثة الفرنسية البرازيلية في لاغوا سانتا تحت رعاية منظمة الأمم المتحدة للتربية والعلم والثقافة (اليونسكو) بين عامي 1974 و 1976 وركزت فرق الحفريات بشكل رئيسي في Lapa Vermelha de Pedro Leopoldo حيث وجدت في هذا الكهف أنيت «لوزيا». دخل «أول برازيلي» في عام (1998 م) التاريخ عند مسح مجموعات من الحفريات في المتحف، فيما بعد أجرى عالم الأنثروبولوجيا والتر نيفيس، من جامعة ساو باولو (USP)، دراسات متعمقة على الجمجمة التي يصل عمرها إلي 11400 عام. وفقًا للخبراء كانت إحدى المزايا العظيمة للبعثة الفرنسية البرازيلية، أن تظهر أهمية لاغوا سانتا في السيناريو العلمي العالمي، حيث قام الدكتور لوند على مدار أكثر من أربعة عقود بجمع أكثر من 12 ألف حفرية، والتي تم إرسالها في عام 1845 م إلى ملك الدنمارك. اجتذبت المنطقة بعد لوند، في لاغوا سانتا للمحافظة البيئية (APA Cárstica) اهتمامًا في الخمسينيات من القرن الماضي، عندما استأنف باحثون من أكاديمية ميناس جيرايس للعلوم والمتحف الوطني في ريو دي جانيرو أعمال التنقيب.

## التسلسل الزمني لاكتشافاتها الأثرية
- 1801: وُلد بيتر دبليو لوند في الدنمارك، وعاش 46 عامًا في منطقة لاغوا سانتا ويعتبر أب علم الحفريات البرازيلي وعلم الآثار وعلم الكهوف.
- 1832:  قام لوند في (1801-1880م) باكتشافات الحفريات الأولى في كهوف وخلجان لاغوا سانتا.
- 1845: أرسل لوند إلى ملك الدنمارك مجموعة الحفريات التي عثر عليها في منطقة لاغوا سانتا.
- 1950: استأنف باحثون من أكاديمية العلوم والتعدين والمتحف الوطني في ريو دي جانيرو أعمال التنقيب في المنطقة.
- 1974: نقبت البعثة الفرنسية البرازيلية في لاغوا سانتا بقيادة أنيت لامينج إمبيريير (1917-  1977 م)، حتى عام (1976 م).
- 1975: وجدت أنيت لامينج في Lapa Vermelha de Pedro Leopoldo جمجمة امرأة لوزيا، وهي أقدم حفرية بشرية بتاريخ البرازيل. وتم إرسال آلاف البقايا الأثرية إلى المتحف الوطني في ريو دي جانيرو بالإضافة إلى لوزيا.
- 1998: قام عالم الأنثروبولوجيا الحيوية والتر نيفيس، من جامعة ساو باولو، وعالم الآثار أندريه بروس بدراسة وتأريخ جمجمة لوزيا التي يصل عمرها إلي 11400 سنة.